# Frank Bladin
Francis Masson (Frank) Bladin (sinh ngày 26 tháng 8 năm 1898 mất ngày 2 tháng 2 năm 1978) là thống tướng không quân Hoàng gia Úc. Ông sinh ra ở vùng nông thôn Victoria, ông tốt nghiệp trường Đại học sĩ quan Hoàng gia Duntroon vào năm 1920. Bladin chuyển từ lục quân sang không quân vào năm 1923, và học lái máy bay ở Point Cook, Victoria. Ông nghỉ hưu vào năm 1953.

### Sách
- Alexander, Joseph A., biên tập (1955). Who's Who in Australia 1955. Melbourne: Colorgravure. OCLC 221681426.
- Coulthard-Clark, Chris (1997). From the Ground Up: The Training of RAAF Technical Ground Staff, 1948–1993. Canberra: RAAF Air Power Studies Centre. ISBN 0-642-26509-7.
- Coulthard-Clark, Chris (1991). The Third Brother: The Royal Australian Air Force 1921–39. North Sydney: Allen & Unwin. ISBN 0-04-442307-1.
- Dennis, Peter; Grey, Jeffrey; Morris, Ewan; Prior, Robin (2008) [1995]. The Oxford Companion to Australian Military History. South Melbourne: Oxford University Press. ISBN 0-19-551784-9.
- Dalkin, R.N. (1993). "Bladin, Francis Masson". Trong Ritchie, John (biên tập). Australian Dictionary of Biography: Volume 13. Melbourne: Melbourne University Press. ISBN 0-522-84512-6.
- Gillison, Douglas (1962). Australia in the War of 1939-1945: Series Three (Air) Volume I – Royal Australian Air Force 1939–1942. Canberra: Australian War Memorial. OCLC 2000369. Bản gốc lưu trữ ngày 14 tháng 10 năm 2013. Truy cập ngày 10 tháng 10 năm 2012.
- Helson, Peter (2006). "Ten Years at the Top". Sydney: University of New South Wales. OCLC 225531223. {{Chú thích tạp chí}}: Chú thích magazine cần |magazine= (trợ giúp)
- Herington, John (1963). Australia in the War of 1939–1945: Series Three (Air) Volume IV – Air Power Over Europe 1944–1945. Canberra: Australian War Memorial. OCLC 3633419. Bản gốc lưu trữ ngày 14 tháng 3 năm 2011. Truy cập ngày 10 tháng 10 năm 2012.
- Odgers, George (1968) [1957]. Australia in the War of 1939–1945: Series Three (Air) Volume II – Air War Against Japan 1943–1945. Canberra: Australian War Memorial. OCLC 246580191. Bản gốc lưu trữ ngày 14 tháng 10 năm 2013. Truy cập ngày 10 tháng 10 năm 2012.
- RAAF Historical Section (1995). Units of the Royal Australian Air Force: A Concise History. Volume 3: Bomber Units. Canberra: Australian Government Publishing Service. ISBN 0-644-42792-2.
- Stephens, Alan (1995). Going Solo: The Royal Australian Air Force 1946–1971. Canberra: Australian Government Publishing Service. ISBN 0-644-42803-1.
- Stephens, Alan (ed.) (1993). The RAAF in the Southwest Pacific Area 1942–1945. Canberra: RAAF Air Power Studies Centre. ISBN 0-642-19827-6. {{Chú thích sách}}: |first= có tên chung (trợ giúp)
- Stephens, Alan (2006) [2001]. The Royal Australian Air Force: A History. London: Oxford University Press. ISBN 0-19-555541-4.
- Stephens, Alan (1996). High Fliers: Leaders of the Royal Australian Air Force. Isaacs, Jeff. Canberra: Australian Government Publishing Service. ISBN 0-644-45682-5.